# الكلية الجامعية العربية للتكنولوجيا
الكلية الجامعية العربية للتكنولوجيا وسابقا كلية المجتمع العربي هي كلية جامعية خاصة، تقع في العاصمة الأردنية عمان تم تأسيسها عام 1980، وتعد من أوائل كليات المجتمع في الأردن.